# Амброзиевые листоеды
Амброзиевые листоеды (лат. Zygogramma) — род жуков из подсемейства хризомелин (листоеды). Самым известным представителем рода стал амброзиевый полосатый листоед (Zygogramma suturalis), который был интродуцирован на территорию бывшего Советского Союза из Канады и США для биологической борьбы с злостными инвазивными сорняками — амброзиями (Ambrosia artemisiifolia и Ambrosia psilostachya)